# Audrey Leduc
Audrey Leduc (* 9. März 1999 in Gatineau, Québec) ist eine kanadische Leichtathletin, die sich auf den Sprint spezialisiert hat. Seit 2024 ist sie Inhaberin der Landesrekorde über 100 und 200 Meter.

## Sportliche Laufbahn
Erste internationale Erfahrungen sammelte Audrey Leduc im Jahr 2019, als sie bei den U23-NACAC-Meisterschaften in Santiago de Querétaro in 11,52 s den fünften Platz im 100-Meter-Lauf belegte und mit der kanadischen 4-mal-100-Meter-Staffel in 44,28 s die Silbermedaille hinter dem Team aus den Vereinigten Staaten gewann. 2024 startete sie im 60-Meter-Lauf bei den Hallenweltmeisterschaften in Glasgow und schied dort mit 7,21 s im Halbfinale aus. Im April stellte sie in Baton Rouge mit 10,96 s einen neuen Landesrekord über 100 Meter auf und qualifizierte sich auch für die Olympischen Sommerspiele in Paris. Sie löste damit Angela Bailey als Rekordhalterin ab, die diesen seit 1987 innehatte. Im Mai stellte sie mit 22,36 s einen Landesrekord im 200-Meter-Lauf auf und sicherte der 4-mal-100-Meter-Staffel bei den World Athletics Relays auf den Bahamas einen Startplatz bei den Olympischen Spielen. Im August schied sie dann in Paris mit 11,10 s im Halbfinale über 100 Meter aus, nachdem sie im Vorlauf den Landesrekord auf 10,95 s gesteigert hatte. Über 200 Meter schied sie mit 22,68 s ebenfalls im Semifinale aus und mit der Staffel belegte sie in 42,69 s den sechsten Platz. Im Jahr darauf schied sie bei den Hallenweltmeisterschaften in Nanjing mit 7,22 s im Halbfinale über 60 Meter aus.
2024 wurde Leduc kanadische Meisterin im 100- und 200-Meter-Lauf.

## Persönliche Bestzeiten
- 100 Meter: 10,95 s (+1,2 m/s), 2. August 2024 in Paris (kanadischer Rekord)
  - 60 Meter (Halle): 7,20 s, 8. Februar 2025 in New York City
- 200 Meter: 22,36 s (+1,1 m/s), 31. Mai 2024 in Atlanta (kanadischer Rekord)